# Distretto di Most

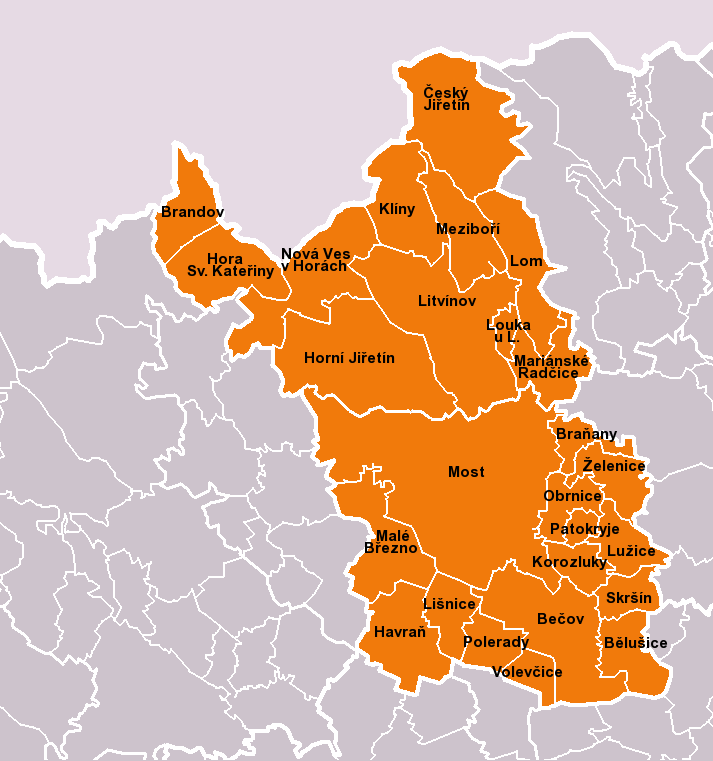
Comuni del distretto

Il distretto di Most (in ceco okres Most) è un distretto della Repubblica Ceca nella regione di Ústí nad Labem. Il capoluogo di distretto è la città di Most.

## Geografia antropica
Il distretto conta 26 comuni:

### Città
- Hora Svaté Kateřiny
- Horní Jiřetín
- Litvínov
- Lom
- Meziboří
- Most

### Comuni mercato
- Il distretto non comprende comuni con status di comune mercato.

### Comuni
- Bečov
- Bělušice
- Braňany
- Brandov
- Český Jiřetín
- Havraň
- Klíny
- Korozluky
- Lišnice
- Louka u Litvínova
- Lužice
- Malé Březno
- Mariánské Radčice
- Nová Ves v Horách
- Obrnice
- Patokryje
- Polerady
- Skršín
- Volevčice
- Želenice